# Günther Krampf
Günther Oskar Krampf (* 8. Februar 1899 in Wien, Österreich-Ungarn; † 4. August 1950 in London) war ein österreichischer Kameramann.

## Leben
Krampf studierte an der Technischen Hochschule in Wien. Nach dem Ersten Weltkrieg lernte er die Kameraarbeit in verschiedenen Produktionsfirmen in Wien, Berlin und Florenz kennen. Er arbeitete unter anderem gemeinsam mit Fritz Arno Wagner an Murnaus Nosferatu (1922). Sein dabei entwickelter Hang zum Romantisch-Fantastischen zeigte sich auch in der Arbeit zu Ludwig Bergers Ein Glas Wasser (1923, zusammen mit Erich Waschneck), Robert Wienes Orlac’s Hände (1924), sowie Henrik Galeens Der Student von Prag (1926) und Richard Oswalds Alraune (1930). Daneben arbeitete Günther Krampf auch für den wissenschaftlichen Lehrfilm (z. B. Die normale menschliche Geburt).
Ab 1931 begann Krampf, kontinuierlich auch in England zu arbeiten. In Deutschland entstanden unter seiner Kameraführung danach nur noch der proletarische Film Kuhle Wampe oder: Wem gehört die Welt? (1932) und Das Mädchen Johanna (1935) von Gustav Ucicky.
Günther Krampf schaffte den nahtlosen Übergang in die britischen Produktionsstrukturen. Er konnte an seine Arbeit in Deutschland anknüpfen, da sich in London bereits zahlreiche deutsche Filmschaffende aufhielten. 1944 stand er unter anderem für zwei Propagandafilme Alfred Hitchcocks, Gute Reise und Aventure Malgache, hinter der Kamera.

## Filmografie
- 1920: Die Legende von der heiligen Simplicia
- 1921: Nosferatu – Eine Symphonie des Grauens
- 1922: Ein Glas Wasser
- 1923: Pömperlis Kampf mit dem Schneeschuh
- 1923: Erdgeist
- 1923: Der verlorene Schuh
- 1923: Die Prinzessin Suwarin
- 1924: Hotel Potemkin
- 1924: Orlac’s Hände
- 1924: Pension Groonen
- 1925: Herrn Filip Collins Abenteuer
- 1925: Das Mädchen mit der Protektion
- 1926: Der Student von Prag
- 1927: Der Sohn der Hagar
- 1927: Grand Hotel …!
- 1928: Schinderhannes
- 1928: Schneeschuhbanditen (Bergenstoget plyndret inatt)
- 1928: Dorine und der Zufall
- 1929: Die Büchse der Pandora
- 1929: Narkose
- 1930: Alraune
- 1931: The Bells
- 1932: Rom-Expreß (Rome Express)
- 1932: Kuhle Wampe oder: Wem gehört die Welt?
- 1933: The Ghoul
- 1934: Little Friend
- 1935: The Tunnel
- 1935: Das Mädchen Johanna
- 1935: Der Amateur-Gentleman (The Amateur Gentleman)
- 1936: Everything is Thunder
- 1936: His Lordship
- 1937: Paradise For Two
- 1938: Marigold
- 1939: Black Eyes
- 1939: The Outsider
- 1939: Mord in der Capnor Straße (On the Night of the Fire)
- 1940: Convoy
- 1940: Sailors Three
- 1941: Black Sheep of Whitehall
- 1941: The Night Has Eyes
- 1942: Es geht um 50000 Dollar (Suspected Person)
- 1942: Sabotage at Sea
- 1943: Warn That Man
- 1944: Gute Reise (Bon Voyage) (Dokumentarfilm)
- 1944: Landung auf Madagaskar (Aventure Malgache) (Kurzdokumentarfilm)
- 1945: Latin Quarter
- 1946: Das letzte Duell (Meet Me at Dawn)
- 1947: Fame is the Spur
- 1948: This Was a Woman
- 1949: Tinker
- 1950: Portrait of Clare
- 1950: The Franchise Affair